# M4 (автомат)
М4 е американско автоматично оръжие в калибър 5.56x45 mm НАТО, произвеждано от Колт. М4, паралелно с М16А4 (от което произхожда), е основното огнестрелно оръжие на американската армия и морската пехота.
М4 е леко (3,1 кг с пълнител) и компактно оръжие (дълж. не повече от 838 мм), подходящо за близък бой в градски условия. Отличава се с телескопичен приклад и възможност за добавяне на ръкохватка с цел увеличаване на точността и удобството при стрелба. Цевта на М4 е с дължина 368 милиметра (140 мм по-къса от тази на М16), което улеснява употребата в близък бой, но увеличава шума на изстрела, понижава началната скорост на куршума и довежда до по-бързо износване на частите. М4 има два режима на стрелба – полуавтоматичен и троен изстрел, докато М4А1 има полуавтоматична и пълна автоматична стрелба.
На въоръжение е от 1994 г. и се използва най-вече от контингентите в Афганистан и Ирак, както и в Колумбийската гражданска война. М4 е на въоръжение в Австралия, Афганистан, Бангладеш, Бахрейн, Белиз, Бразилия, Грузия, Гърция, Еквадор, Израел, Ирак, Индия, Индонезия, Йемен, Йордания, Канада, Колумбия, Ливан, Малайзия, Непал, Нова Зеландия, ОАЕ, Панама, Полша, Северна Македония, Салвадор, САЩ, Тайланд, Тонга, Филипините, Ямайка и Япония.